# Blackhawk (komiks)

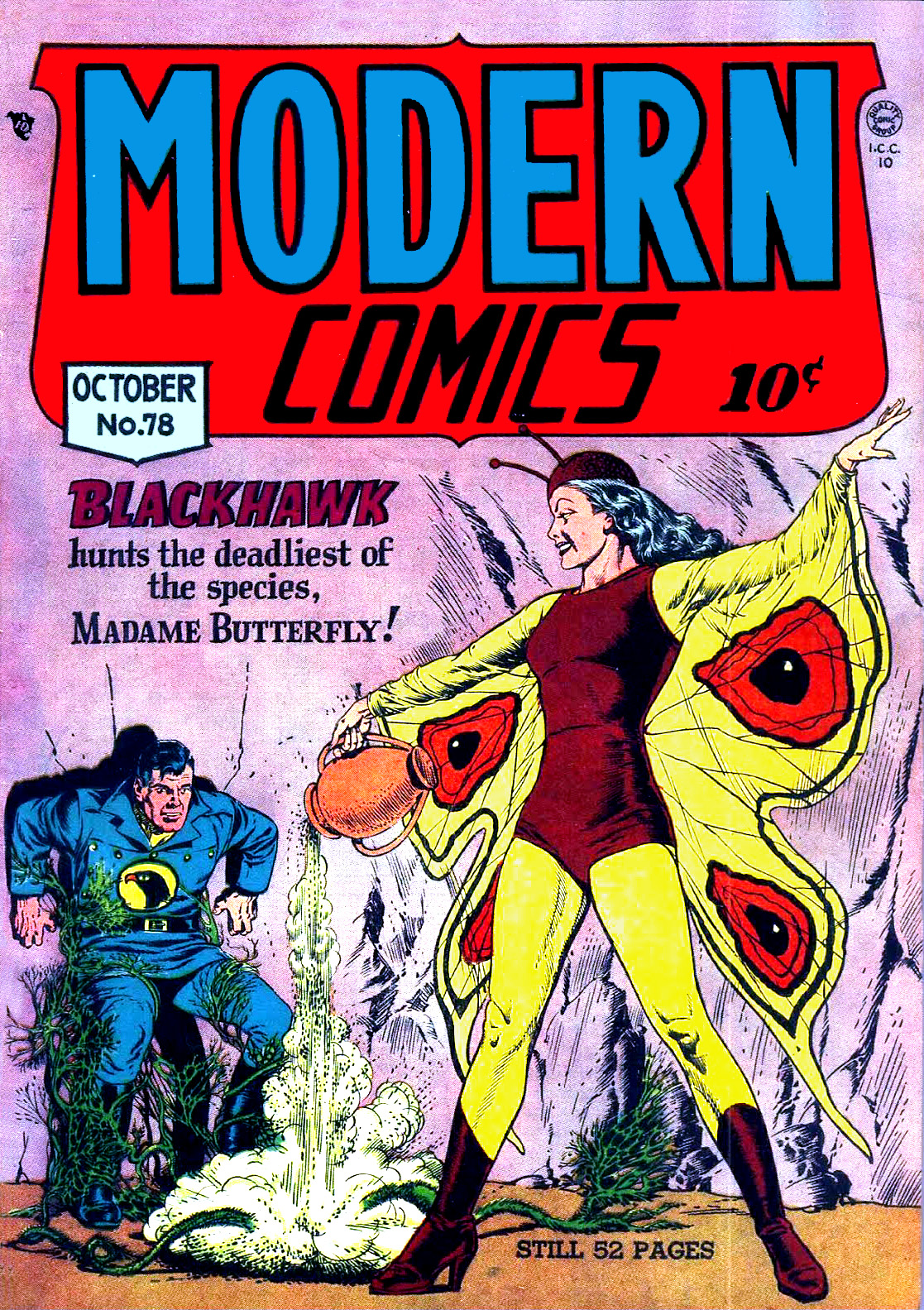

Blackhawk – tytułowa fikcyjna postać serii komiksów, a także serialu kinowego, słuchowiska radiowego i powieści osadzona w realiach II wojny światowej. Głównym bohaterem komiksu jest polski pilot ps. "Blackhawk", który po klęsce Polski w 1939 roku ucieka samolotem PZL P-50a Jastrząb na zachód gdzie kontynuuje walkę z nazistami, jako dowódca wielonarodowej eskadry. Blackhawk zadebiutował w Military Comics Vol 1 #1 z sierpnia 1941 roku wydawanemu początkowo przez Quality Comics, a później także przez National Periodical Publications (obecnie DC Comics). Postać została stworzona przez głównie przez Chucka Cuidera z udziałem Boba Powella i Willa Eisnera.

## Treść

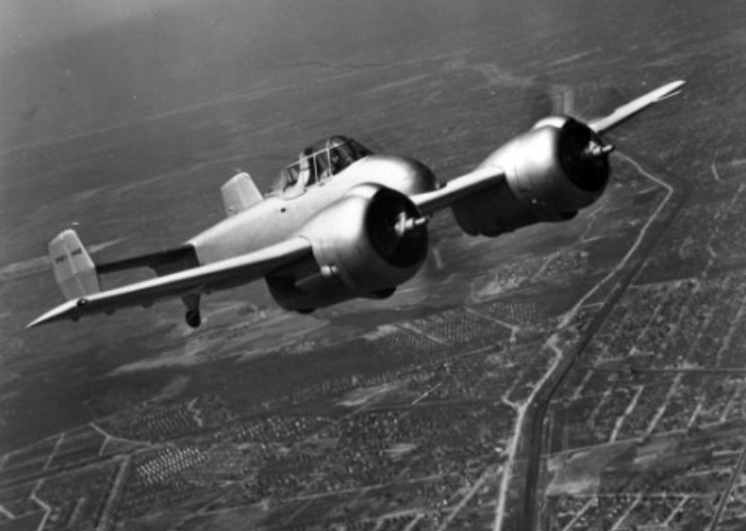
W komiksach o przygodach Blackhawk Squadron, samolot Grumman XF5F Skyrocket był podstawowym myśliwcem eskadry w czasie II wojny światowej.

Blackhawk jest skróconą nazwą eskadry lotniczej The Blackhawk Squadron, złożonej z asów myśliwskich różnych narodowości walczących po stronie aliantów podczas II wojny światowej. Komiks opisuje ich przygody w trakcie służby wojskowej. Piloci z Blackhawk Squadron posługiwali różnymi typami maszyn min.:
- PZL P-50a Jastrząb - samolot, którym Blackhawk ucieka z Polski po jej klęsce w wojnie obronnej w 1939 roku.
- Grumman XF5F Skyrocket - samolot, z którym jest najlepiej kojarzona eskadra Blackhawka, latali nim w czasie II wojny światowej[1].
- Republic F-84 Thunderjet - pierwszy odrzutowiec na wyposażeniu eskadry.
- Lockheed XF-90 - na potrzeby komiku stworzono fikcyjne modele tego myśliwca:
  - F-90 "B" - na wyposażeniu eskadry w latach 1950–1955.
  - F-90 "C" - używany w 1957 roku.
- Republic F-105 Thunderchief - na potrzeby komiku z możliwością pionowego startu.
- Lockheed F-94 Starfire - samolot Lady Blackhawk.

## Skład osobowy "Blackhawk Squadron"

### Oryginalny skład
Oryginalny skład "Blackhawk Squadron" jaki pojawił się po raz pierwszy w Military Comics Vol 1 #1 (sierpień 1941) i po raz ostatni w Blackhawk Vol 1 #273 (listopad 1984): 
- Blackhawk (Bart Hawk) - dowódca grupy identyfikowany początkowo jako Polak jednak późniejsze wydania przedstawiały go jako Amerykanina polskiego pochodzenia.
- Andre – Francuz.
- Olaf Bjornson pochodzący z Norwegii.
- Chuck Wilson Amerykanin urodzony w Teksasie.
- Hans Hendrickson jest Duńczykiem.
- Stanislaus – Polak.
- Chop-Chop (nazywany także Liu Huang, Wu Cheng) jest Chińczykiem.
- Zinda Blake (Lady Blackhawk) jest Amerykanką
- Epizodycznie pojawiały się w pierwotnym składzie także inne postacie: Zeg (Polak), Boris (Rosjanin), Baker (Anglik) i inni.

### Skład stworzony przez Howarda Chaykina
W 1988 roku Howard Chaykin w Blackhawk Vol 2 (1988–1988) ponownie odświeżył historię oddziału przy okazji modyfikując nieco skład: 
- Blackhawk (Janos Prohaska) - dowódca eskadry, który jest Polakiem (choć ma czeskie nazwisko).
- Andre Blanc-Dumont - Francuz.
- Olaf Friedriksen - Duńczyk.
- Carlos "Chuck" Sirianni – Włoch urodzony w New Jersey.
- Ritter Hendricksen - kolejny Duńczyk.
- Stanislaus Drozdowski - Polak.
- Weng Chan (Chop-Chop) - dorastający w San Francisco Chińczyk.
- Natalie Reed' (Lady Blackhawk) - która jest Amerykanką.

## Inne media
Eskadra Blackhawka oprócz komiku pojawiła się także:
- W piętnasto-odcinkowym serialu kinowym "Blackhawk: Fearless Champion of Freedom" z 1952 roku, w rolę Blackhawka wcielił się Kirk Alyn[5].
- W słuchowisku radiowym z 1950 roku w radiu ABC.
- W powieści autorstwa Williama Rotslera z 1982 roku.
- W serialu animowanym Liga Sprawiedliwych (Justice League) w dwóch odcinkach "Czas Dzikosa" cz. II ("The Savage Time, Part II") i "Czas Dzikosa" cz. III ("The Savage Time, Part III") oraz Liga Sprawiedliwych Bez Granic (Justice League Unlimited) w odcinku "Legion to Ja" ("I Am Legion")[6], gdzie głosu Blackhawkowi użyczył Robert Picardo[7].
- W filmie animowanym Liga Sprawiedliwych: Nowa granica (Justice League: The New Frontier)[8] z 2008 roku, na podstawie limitowanej serii komiksów DC: The New Frontier[9]